# Вааи Колоне
Ва'аи Колоне (енгл. Va'ai Kolone; 11. новембар 1911 — Апија, 20. април 2001) био је самоански политичар, познат по томе што је два пута служио као премијер, те основао данас владајућу Странку заштите људских права (ХРПП).

## Биографија
Колоне је био родом из села Ваисала на острву Саваи'и у политичком дистрикту Ваисигано. Политичку каријеру је започео избором у Фоно 1967. године. Године 1979. је заједно с Тофилау Ети Алесаном основао ХРПП како би се супротставио политици тадашњег премијера Тупуола Ефија. Године 1982, ХРПП је на изборима остварила победу, а Колоне постао нови премијер. Међутим, због оптужби за куповање гласова му је одузето заступничко место, а Ефи је поновно постао премијер. Колоне је премијером поновно постао 1985. године, и на том месту био до 1988. године. Године 1991. се прикључио Ефијевим демохришћанима и с њима створио нову, Самоанску странку националној развоја (СНДП).